# Патриоты (клуб по американскому футболу, Киев)
«Патриоты» (укр. Патріоти) — украинский клуб по американскому футболу из Киева. Основан в 2015 году. Выступает в чемпионате Украины, где дважды становился победителем в 2018 и 2019 годах.

## История
Клуб «Патриоты» был основан в Киеве в декабре 2015 года Основу команды составили бывшие игроки «Славян». Менеджером «Патриотов» стал Юрий Гундич. В сентябре 2016 года к тренерскому штабу присоединились два американских специалиста — Алфонси Вильямс и Джефф Винал, ранее работавшие с киевскими «Бульдогами».

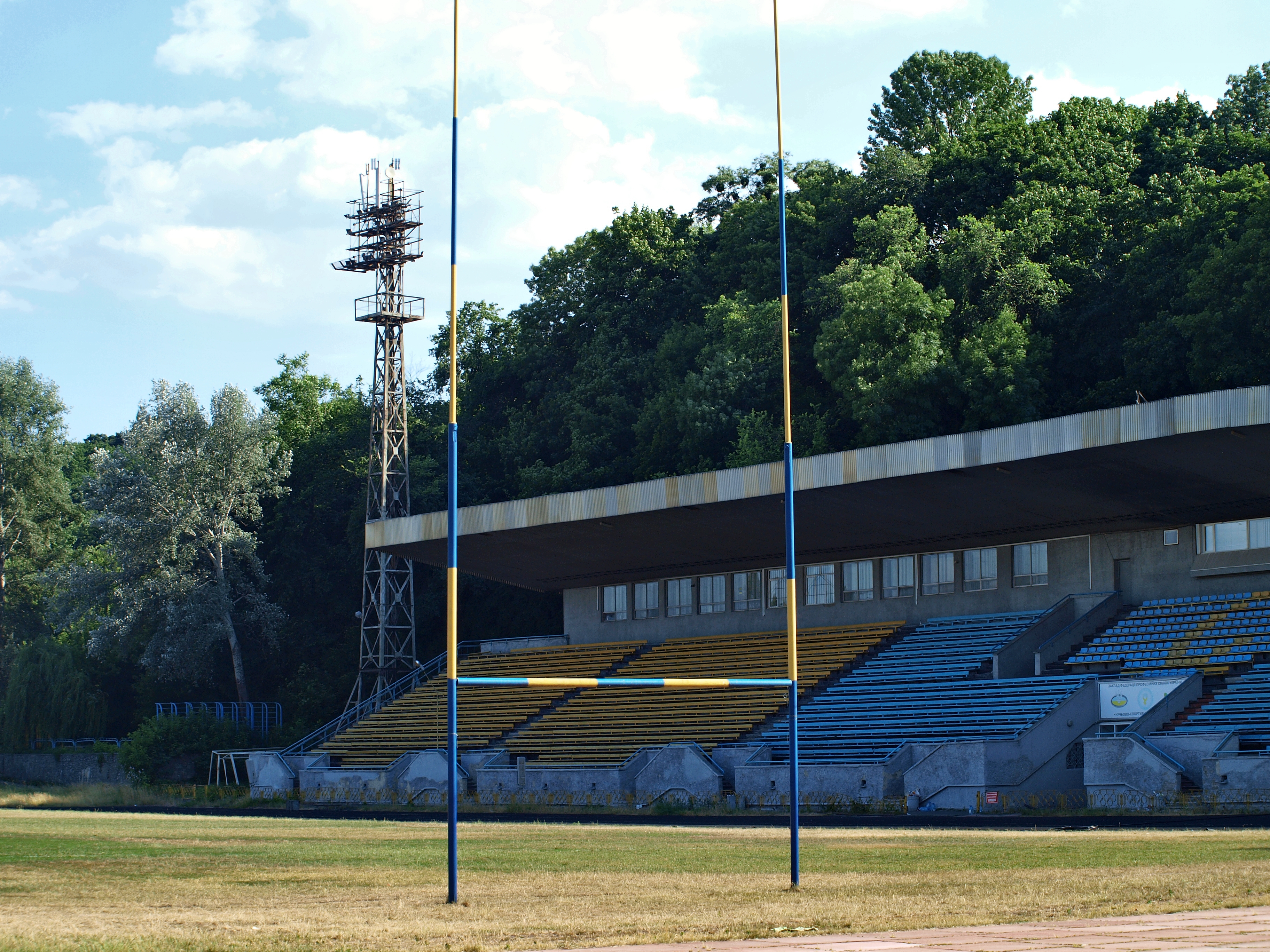
Домашний стадион — «Спартак»

Домашней ареной «Патриотов» стал стадион «Спартак». Впервые в чемпионате Украины клуб выступил в 2016 году. Первая официальная игра завершилась поражением от минских «Зубров» (20:42). По итогам первого сезона киевляне заняли в регулярном сезоне в дивизионе «А» шестое место.
Кроме того, команда заявилась на Кубок Дружбы, который проводился в Беларуси. В полуфинале киевляне обыграли «Рысей» из Витебска, но на финальный матч против «Литвинов» в Минск украинцев не пустили власти Беларуси, сославшись на нежелательность пребывания команды на территории республики, противоречащие «интересам национальной безопасности». В итоге игра состоялась в 2017 году в Киеве, а победу одержали «Литвины» (16:8).
Первым американским легионером клуба стал уроженец Нью-Йорка Делил Бартли, присоединившийся к киевлянам в марте 2017 года. Летом того же года «Патриоты» на стадионе «Динамо» провели товарищеский матч против команды «Фэлконс» из ОАЭ, укомплектованной игроками из США, Канады, Дании, Германии, Франции и Великобритании. Встреча завершилась победой гостей — 18:14.
Накануне старта сезона 2018 года команда подписала американца Аарона Фивера и турка Салима Калпака. Лучшим результатом в истории «Патриотов» стали чемпионские титулы в первенстве Украины — в 2018 и 2019 годах. На Кубке Монте Кларка 2018 года команда проиграла четыре игры, заняв предпоследнее седьмое место.
По итогам последнего чемпионата Украины по американскому футболу 2021 года команда финишировала на третьем месте в регулярном сезоне западного дивизиона. После начала боевых действий в 2022 году чемпионат был приостановлен. Несколько игроков «Патриотов» присоединились к Вооружённым силам Украины, среди них Ярослав Мохонько и Игорь Бойко, которые погибли на фронте.

## Достижения
Чемпионат Украины:
- Первое место: 2018, 2019